# آیچی ای۸ای
آیچی ای۸ای (به انگلیسی: Aichi_E8A) یک هواگرد ملخ‌پیشین تک‌موتوره از نوع شناسایی هواپیمای آب‌نشین دارای ارابه فرود ساخت شرکت آیچی کوکوکی است. در مجموع، تعداد ۲ فروند از این هواگرد ساخته شده‌است.